# Ilkley Trophy
Ilkley Trophy – męski turniej tenisowy rangi ATP Challenger Tour i kobiecy rangi ITF Women’s Circuit. Rozgrywany na kortach trawiastych w brytyjskim Ilkley od 2015 roku.

## Mecze finałowe

### Gra pojedyncza mężczyzn
| Rok  | Mistrz                                                 | Finalista                                              | Wynik                                                  |                                                        |
| 2022 | Zizou Bergs                                            | Jack Sock                                              | 7:6(7), 2:6, 7:6(6)                                    |                                                        |
| 2021 | Nie rozgrywany                                         | Nie rozgrywany                                         | Nie rozgrywany                                         |                                                        |
| 2020 | Turniej nie był rozgrywany z powodu pandemii COVID-19. | Turniej nie był rozgrywany z powodu pandemii COVID-19. | Turniej nie był rozgrywany z powodu pandemii COVID-19. | Turniej nie był rozgrywany z powodu pandemii COVID-19. |
| 2019 | Dominik Köpfer                                         | Dennis Novak                                           | 3:6, 6:3, 7:6(5)                                       |                                                        |
| 2018 | Serhij Stachowski                                      | Oscar Otte                                             | 6:4, 6:4                                               |                                                        |
| 2017 | Márton Fucsovics                                       | Alex Bolt                                              | 6:1, 6:4                                               |                                                        |
| 2016 | Lu Yen-hsun                                            | Vincent Millot                                         | 7:6(4), 6:2                                            |                                                        |
| 2015 | Denis Kudla                                            | Matthew Ebden                                          | 6:3, 6:4                                               |                                                        |

### Gra podwójna mężczyzn
| Rok  | Mistrzowie                                             | Finaliści                                              | Wynik                                                  |                                                        |
| 2022 | Julian Cash Henry Patten                               | Ramkumar Ramanathan John-Patrick Smith                 | 7:5, 6:4                                               |                                                        |
| 2021 | Nie rozgrywany                                         | Nie rozgrywany                                         | Nie rozgrywany                                         |                                                        |
| 2020 | Turniej nie był rozgrywany z powodu pandemii COVID-19. | Turniej nie był rozgrywany z powodu pandemii COVID-19. | Turniej nie był rozgrywany z powodu pandemii COVID-19. | Turniej nie był rozgrywany z powodu pandemii COVID-19. |
| 2019 | Santiago González Aisam-ul-Haq Qureshi                 | Marcus Daniell Leander Paes                            | 6:3, 6:4                                               |                                                        |
| 2018 | Austin Krajicek Jeevan Nedunchezhiyan                  | Kevin Krawietz Andreas Mies                            | 6:3, 6:3                                               |                                                        |
| 2017 | Leander Paes Adil Shamasdin                            | Brydan Klein Joe Salisbury                             | 2:6, 6:2, 10–8                                         |                                                        |
| 2016 | Wesley Koolhof Matwé Middelkoop                        | Marcelo Demoliner Aisam-ul-Haq Qureshi                 | 7:6(5), 0:6, 10–8                                      |                                                        |
| 2015 | Marcus Daniell Marcelo Demoliner                       | Ken Skupski Neal Skupski                               | 7:6(3), 6:4                                            |                                                        |

### Gra pojedyncza kobiet
| Rok  | Mistrzyni                                              | Finalistka                                             | Wynik                                                  |                                                        |
| 2022 | Dalma Gálfi                                            | Jodie Burrage                                          | 7:5, 4:6, 6:3                                          |                                                        |
| 2021 | Nie rozgrywany                                         | Nie rozgrywany                                         | Nie rozgrywany                                         |                                                        |
| 2020 | Turniej nie był rozgrywany z powodu pandemii COVID-19. | Turniej nie był rozgrywany z powodu pandemii COVID-19. | Turniej nie był rozgrywany z powodu pandemii COVID-19. | Turniej nie był rozgrywany z powodu pandemii COVID-19. |
| 2019 | Monica Niculescu                                       | Tímea Babos                                            | 6:2, 4:6, 6:3                                          |                                                        |
| 2018 | Tereza Smitková                                        | Dajana Jastremśka                                      | 7:6(2), 3:6, 7:6(4)                                    |                                                        |
| 2017 | Magdaléna Rybáriková                                   | Alison Van Uytvanck                                    | 7:5, 7:6(3)                                            |                                                        |
| 2016 | Jewgienija Rodina                                      | Rebecca Šramková                                       | 6:4, 6:4                                               |                                                        |
| 2015 | Anna-Lena Friedsam                                     | Magda Linette                                          | 5:7, 6:3, 6:1                                          |                                                        |

### Gra podwójna kobiet
| Rok  | Mistrzynie                                             | Finalistki                                             | Wynik                                                  |                                                        |
| 2022 | Lizette Cabrera Jang Su-jeong                          | Naiktha Bains Maia Lumsden                             | 6:7(7), 6:0, 11–9                                      |                                                        |
| 2021 | Nie rozgrywany                                         | Nie rozgrywany                                         | Nie rozgrywany                                         |                                                        |
| 2020 | Turniej nie był rozgrywany z powodu pandemii COVID-19. | Turniej nie był rozgrywany z powodu pandemii COVID-19. | Turniej nie był rozgrywany z powodu pandemii COVID-19. | Turniej nie był rozgrywany z powodu pandemii COVID-19. |
| 2019 | Beatriz Haddad Maia Luisa Stefani                      | Ellen Perez Arina Rodionowa                            | 6:4, 6:7(5), 10–4                                      |                                                        |
| 2018 | Asia Muhammad Maria Sanchez                            | Nateła Dzałamidze Galina Woskobojewa                   | 4:6, 6:3, 10–1                                         |                                                        |
| 2017 | Anna Blinkowa Ałła Kudriawcewa                         | Paula Kania Maryna Zanewśka                            | 6:1, 6:4                                               |                                                        |
| 2016 | Yang Zhaoxuan Zhang Kailin                             | An-Sophie Mestach Storm Sanders                        | 6:3, 7:6(5)                                            |                                                        |
| 2015 | Raluca Olaru Xu Yifan                                  | An-Sophie Mestach Demi Schuurs                         | 6:3, 6:4                                               |                                                        |